# الجمهوريانية في إسبانيا
ظهرت الأيدولوجية أو فكرة الجمهورياتية في إسبانيا في القرون التاسع عشر والعشرين والحادي والعشرين. وقد تجلت من خلال الأحزاب السياسية المختلفة والحركات التي سادت تاريخ إسبانيا. تقوم هذه الحركة على التوجه نحو الفكر الجمهوري في جميع أنحاء إسبانيا من خلال الأحزاب السياسية المختلفة والحركات عبر تاريخ إسبانيا. وهدفت هذه الحركة إلى تأسيس الجمهورية أو (النظام الجمهوري) في إسبانيا، حيث ظهرت خلال هذه القرون الثلاثة تيارات مختلفة وفق النموذج التنظيمي الذي من شأنه أن يعطي الدولة: الوحدوية أو المركزية أو الفدرالية. وكذلك العمل على وجود التيارات المستقلة (الانفصالية) ذات الطابع أو الصفة الجمهوية في العديد من مناطق إسبانيا.
وعلى الرغم من وجود العديد من الحركات الداعمة للنظام الجمهوري، إلا ان الحكومة في إسبانيا تم تنظيمها كجمهورية خلال فترتيبن قصيرتين من تاريخها بلغتا 10 سنوات من الحكم الجمهوري في مجمل التاريخ الإسباني. حيث استمرت الجمهورية الإسبانية الأولى من فبراير 1873 إلى ديسمبر 1874 والجمهورية الإسبانية الثانية استمرت من أبريل 1931 إلى أبريل 1939.
يوجد حاليا حركات وأحزاب سياسية من جميع أنحاء الطيف السياسي تدافع بدورها عن الجمهورية الإسبانية الثانية، بما في ذلك كل من حزب اليسار الإسباني، وكذلك الحزب اليبرالي، وحزب اليمين، والأحزاب الوطنية الأخرى.
تجدر الإشارة إلى أنه على الرغم من وجود حركات وأحزاب سياسية خلال تاريخ إسبانيا السياسي دافعت عن التيار الجمهوري عبر كامل الطيف السياسي الإسباني، من اليسار إلى الأحزاب الليبرالية أو القومية أو اليمينية. إلا أن الجمهوريون في إسبانيا مرتبطون حاليا باليسار السياسي حيث أن الجمهوريين المحافظين هم أقلية.

## تاريخ التيار الجمهوري الإسباني
تعود جذور التيار الجمهوري الإسباني إلى الليبرالية التي خرجت من الثورة الفرنسية وأول مظاهرها كانت في حرب الاستقلال الإسبانية (1808-1814). في عهد فيرناندو السابع (1813-1833) كان هناك العديد من محاولات تمرد ليبرالية، ولكن لم تتجلى الحركات المناهضة للملكية حتى عهد إيزابيل الثانية.

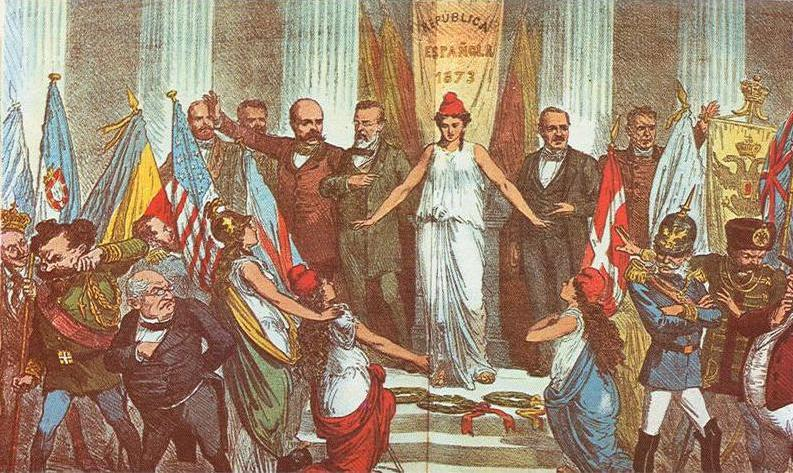
تشيد جمهوريات العالم (التي ترتدي قبعات فريجية حمراء ثورية) مثل فرنسا والولايات المتحدة وسويسرا الجمهورية الإسبانية الأولى بينما رفضتها الملكيات.

أطاحت الثورة المجيدة التي جرت في 1868 بإيزابيل الثانية، ولكن الكورتيس (البرلمان الإسباني) أعاد إحيائها خلال الانتخابات التي جرت في 1869 والتي بدورها صوتت ودعمت لصالح النظام الملكي. حيث تم تلخيصها بالبحث عن ملك جديد من بين عدة عائلات مالكة في أوروبا. ووقع الاختيار على الأمير الإيطالي أماديو الأول من عائلة سافوي، ولكن في خضم بلد غير مستقر بشكل كبير، محاط بحروب مختلفة منها: حرب الكارلية الثالثة (نظرا لتطلعاته للحصول على العرش البربوني) وحرب العشر اعوام في كوبا وغيرها. وبوجود معارضة الجمهوريين وجزء كبير من الطبقة الأرستقراطية والكنيسة الكاثوليكية والشعب الإسباني، تنازل الملك أماديو في 11 فبراير 1873. فأعلن الكورتيس في اليوم نفسه الجمهورية الإسبانية الأولى.
ومع ذلك فقد وقعت الجمهورية ضحية لحالة من عدم الاستقرار الناجمة عن الحروب المستمرة وحالة التقسيم التي شهدتها البلاد خلال تلك الفترة بين الجمهوريين. حيث كانت غالبية الجمهوريين فيدراليين يدعمون تشكيل جمهورية ديمقراطية اتحادية. ولكن كان هناك أيضا اتجاه حكم مركزي. وفوق ذلك ففي داخل التيار الفيدرالي كان هناك قطاع متصلب (ذو طابع كونفدرالي) تمرد في ثورة الكانتونات ، سحق في النهاية. فإنه يدل على ان الوضع السياسي المعقد خلافة أربعة رؤساء في غضون 11 شهرا الجمهورية: استانيسلاو فيجويراس (الفيدرالي) وفرانسيسكو بي مارغال (الفيدرالي) ونيكولاس سالميرون (الفيدرالي المعتدل) وإيميليو كاستيلار (متحد) عن الجمهوريين. وفي 3 يناير 1874 أطاح الجنرال مانويل بافيا الحكومة بانقلاب وأنشأ جمهورية متحدة دكتاتورية محافظة بقيادة الجنرال سيرانو، والذي بدوره أطاح به انقلاب بقيادة الجنرال مارتينيث كامبوس عن تمرد ساغونتو لصالح عودة نظام بوربون الملكي في شخص الدون الفونسو دي بوربون نجل إيزابيل الثانية. وكان ذلك بتاريخ 29 ديسمبر 1874.
وفي نظام عودة البوربون ظهرت عدة أحزاب الجمهورية مثل الحزب الديمقراطي الذي أسسه إيميليو كاستيلار والحزب الديمقراطي التقدمي (ثم الحزب الديمقراطي التقدمي الجمهوري) وأسسه كريستينو مارتوس. وانغمست تلك الأحزاب في نظام استند التصويت على التعداد بين 1878 و 1890، وحيث الزعماء المحليون هم المهيمنون، ولا يمكنها منافسة الحزبين الملكيين الكبيرين: حزب المحافظين بزعامة كانوباس والحزب الليبرالي بزعامة ساغستا. ثم ظهر لاحقا الحزب الجمهوري الديمقراطي الفيدرالي (PRDF) بزعامة بي مارغال والحزب الجمهوري التقدمي (PRP) من مانويل رويث ثوريا وخوسيه ماريا إسكوردا والحزب الجمهوري للمركزية لسالميرون، الذي انضم إليه العديد من النواب الجمهوريون المستقلين. اندمج حزبي الديمقراطي مع الجمهوري التقدمي PDP و PRP مكونة الحزب الجمهوري القومي. وفي سنة 1898 ظهر الاندماج الجمهوري، ثم حاول الاتحاد الجمهوري (UR) في 1903 دمج جميع التيارات الجمهورية. ومع ذلك انفصل لاحقا اليخاندرو ليروكس ومعه الحزب الراديكالي الجمهوري وحزب الاتحاد الجمهوري المستقل بزعامة فيثينتي بلاسكو إيبانييث، كما ظهر المركز القومي الجمهوري (CNR) الكاتالاني. وبعد أحداث الأسبوع المأساوي في برشلونة سنة 1909 شكلت الأحزاب الجمهورية مع حزب العمال الاشتراكي الإسباني (PSOE) الائتلاف الاشتراكي-الجمهوري، في حين كونت القطاعات الكاتالونية من UR و (CNR) و(PRDF) الاتحاد الفيدرالي القومي الجمهوري (أصبح معظم أعضائها في 1917 جزءا من الحزب الجمهوري الكتالوني). وتم فصل حزب الإصلاح بزعامة ميلكياديس ألفاريز من الائتلاف الاشتراكي-الجمهوري.
بدأ نظام البوربون الملكي بالدخول في حالة من الأزمة بالحكم بدءا من سنة 1917 والذي أدى بالنهاية إلى انقلاب قائد كاتالونيا العام ميغيل بريمو دي ريفيرا، الذي أسس ديكتاتورية بموافقة الملك ألفونسو الثالث عشر. لكن تلك الديكتاتورية أنشئت أزمة أخرى أدت إلى استقالة بريمو دي ريفيرا سنة 1930 مما جعل سقوط النظام الملكي حتميا. وبدأ ذلك في يوم 14 أبريل 1931 بعد ظهور نتائج الانتخابات البلدية التي فاز الجمهوريون في معظم عواصم الأقاليم، فتم إعلان الجمهورية الإسبانية الثانية.

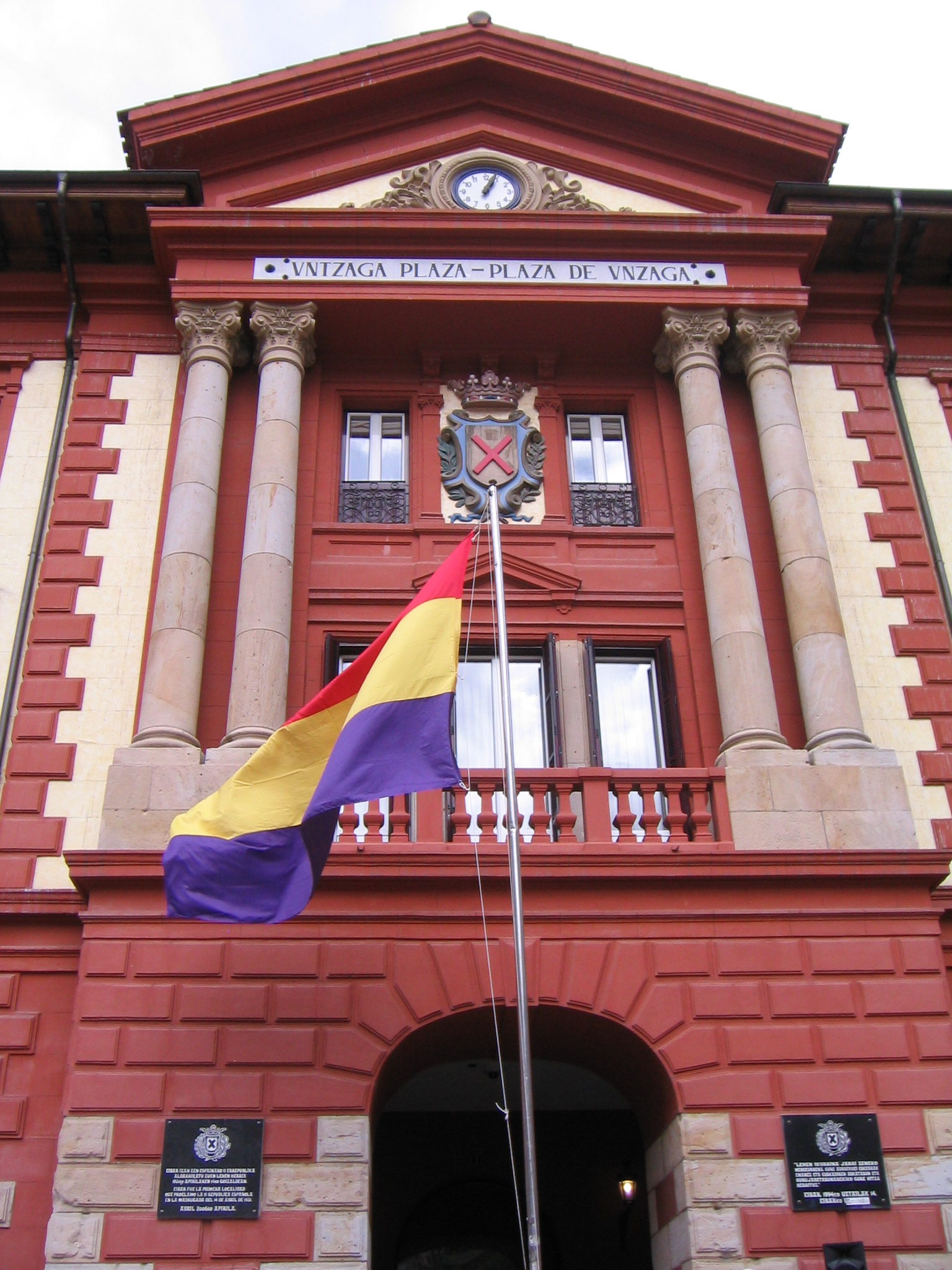
رفع العلم الجمهوري في الذكرى 77 لإعلان الجمهورية في إيبار.

رمزية للجمهورية الاسبانية رسمها ثيودور اندرو (1931)

## وصلات داخلية
- إسبانيا